# 문송면
문송면(文松勉, 1971년 2월 14일 ~ 1988년 7월 2일)은 온도계 제조업체에 근무 중 수은 중독으로 17세의 나이로 사망한 대한민국의 노동자이다.

## 생애
문송면은 1971년 2월 14일에 충청남도 서산군 원북면(현 태안군 원북면) 양산리에서 6남매 중 넷째로 태어났다.
중학교 졸업을 앞둔 1987년 12월 5일부터 서울특별시 영등포구 양평동에 위치한 온도계 공장인 협성계공(현 협성히스코)에 입사하여 1988년 2월 7일까지 근무하다가, 병가를 이유로 휴직계를 제출하고 집으로 내려와 요양을 하였으며, 그 이후인 같은 해 3월 22일에 서울대학교병원에서 수은 중독 및 유기용제 중독 추정 진단을 받았다. 그리고 7월 2일 새벽 2시 35분, 서울특별시 영등포구 여의도동 여의도성모병원에서 입원 치료 중 이물질이 기도에 막혀, 질식사하였다.
장례식은 같은 해 7월 17일에 "산업재해 노동자장"으로, 양평동 4가의 협성계공 앞에서 약 5백여 명이 참석하여 노제를 지낸 뒤에 경기도 남양주군 화도면 모란공원에서 하관식을 가졌다. 그의 죽음은 대한민국 사회에서 원진레이온을 비롯한 전반적인 직업병 문제가 쟁점화되는 계기가 되었다.
문송민 사망 이후, 같은해 11월 26일 KBS 1TV에 통해 논픽션 드라마 〈송면이의 서울행〉편에서 방영되었다.

## 역할 배우
- 박홍규 - KBS 논픽션 드라마 〈송면이의 서울행〉 (1988년)

## 같이 보기
- 원진레이온
- 휴대전화 부품공장 파견노동자 메탄올 중독 실명 사건